# Moesa Khan
Moesa Khan (1859 - 1880) was van 12 oktober 1879 tot 24 december 1879 Regent van Afghanistan.
In oktober 1879 trad emir Mohammed Jakoeb Khan af na een opstand. Tijdens die opstand was de Britse gezant Louis Cavagnari vermoord. Dat leidde tot een bezetting van Kabul door de Britten. Emir Jakoeb Khan werd op 12 oktober 1879 door zijn zoon Moesa Khan opgevolgd, die op zijn beurt werd opgevolgd door zijn oom Mohammed Ajoeb Khan.